# Matt Tuiasosopo
Matthew Petelu Tuiasosopo (né le 10 mai 1986 à Bellevue, Washington, États-Unis) est un ancien voltigeur de baseball de la Ligue majeure.

## Ligue majeure

### Mariners de Seattle
Matt Tuiasosopo est un choix de troisième ronde des Mariners de Seattle en 2004. Il dispute son premier match dans les majeures le 5 septembre 2008. Face au vétéran Andy Pettitte des Yankees de New York, il réussit un double pour le premier coup sûr de sa carrière.
Il joue 14 matchs en fin de saison 2008 pour les Mariners, frappant 7 coups sûrs et produisant 2 points.
Tuiasosopo passe la majeure partie de l'année en ligues mineures mais fait une courte présence avec les Mariners en fin de saison 2009. En 7 parties, il frappe dans une moyenne au bâton de ,280 avec 5 coups sûrs et 2 points produits. L'un de ces coups sûrs est son premier circuit dans les majeures, réussi le 27 septembre à Toronto face à Brian Tallet des Blue Jays.
Il dispute 50 parties pour Seattle en 2010 mais sa moyenne au bâton ne s'élève qu'à ,173. Il passe la saison 2011 avec les Rainiers de Tacoma, le club-école des Mariners.

### Mets de New York
Le 27 janvier 2012, il signe un contrat des ligues mineures avec les Mets de New York. Il passe toute la saison 2012 dans les mineures sans que les Mets ne fassent appel à lui.

### Tigers de Détroit
Tuiasosopo dispute 81 matchs en 2013 avec les Tigers de Détroit, surtout comme joueur de champ extérieur. Il frappe 7 circuits et produit 30 points. Sa moyenne au bâton s'élève à ,244.

### Blue Jays de Toronto
Le 1er novembre 2013, les Diamondbacks de l'Arizona réclament Tuiasosopo, des Tigers, via le ballottage. Le 20 mars 2014, alors qu'il est au camp d'entraînement des Diamondbacks, c'est au tour des Blue Jays de Toronto de la réclamer au ballottage. Il débute 2014 avec le club-école des Jays à Buffalo.

### White Sox de Chicago
Le 12 juin 2014, il passe des Blue Jays aux White Sox de Chicago. Il joue les deux saisons suivantes avec leur club-école, les Knights de Charlotte.

### Braves d'Atlanta
Il est invité au camp d'entraînement 2016 des Braves d'Atlanta.

## Famille
Son frère aîné Marques Tuiasosopo, né en 1979, est un quart-arrière de la Ligue nationale de football. Leur père Manu Tuiasosopo est aussi un joueur de football américain ayant évolué dans la NFL de 1979 à 1986.